# Lance Kinsey

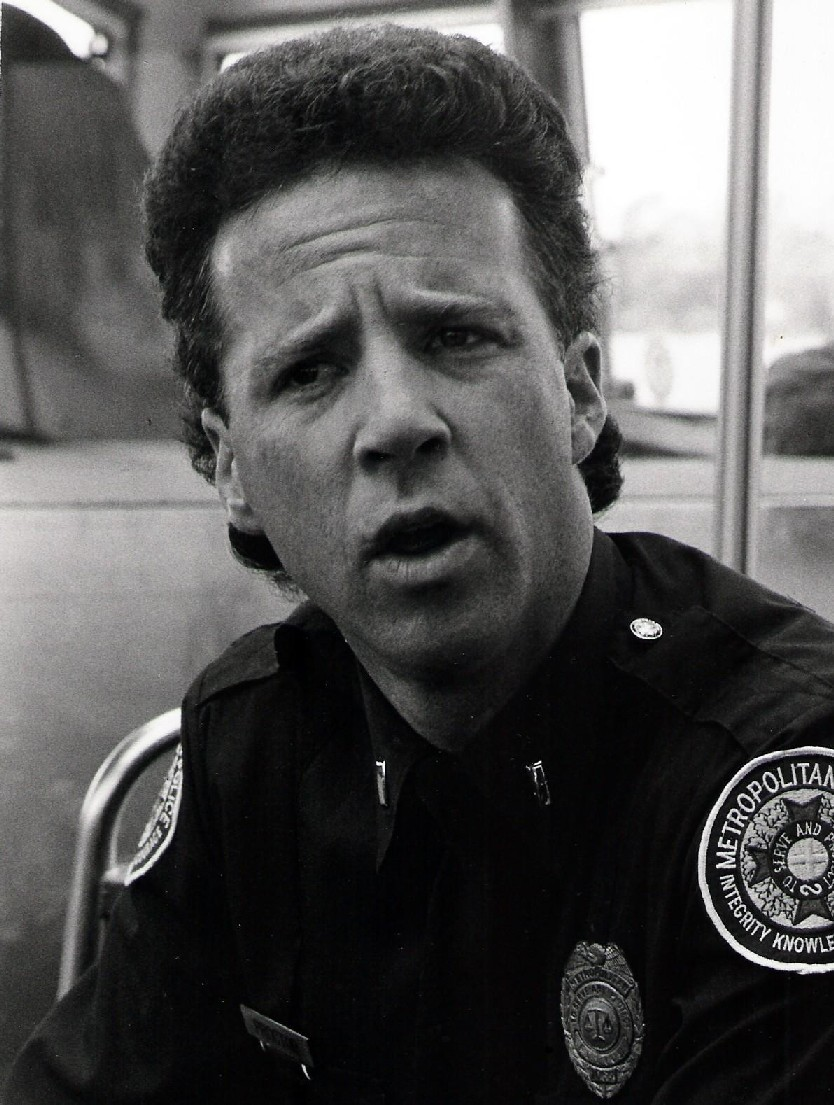
Kinsey als Proctor (Juni 1989)

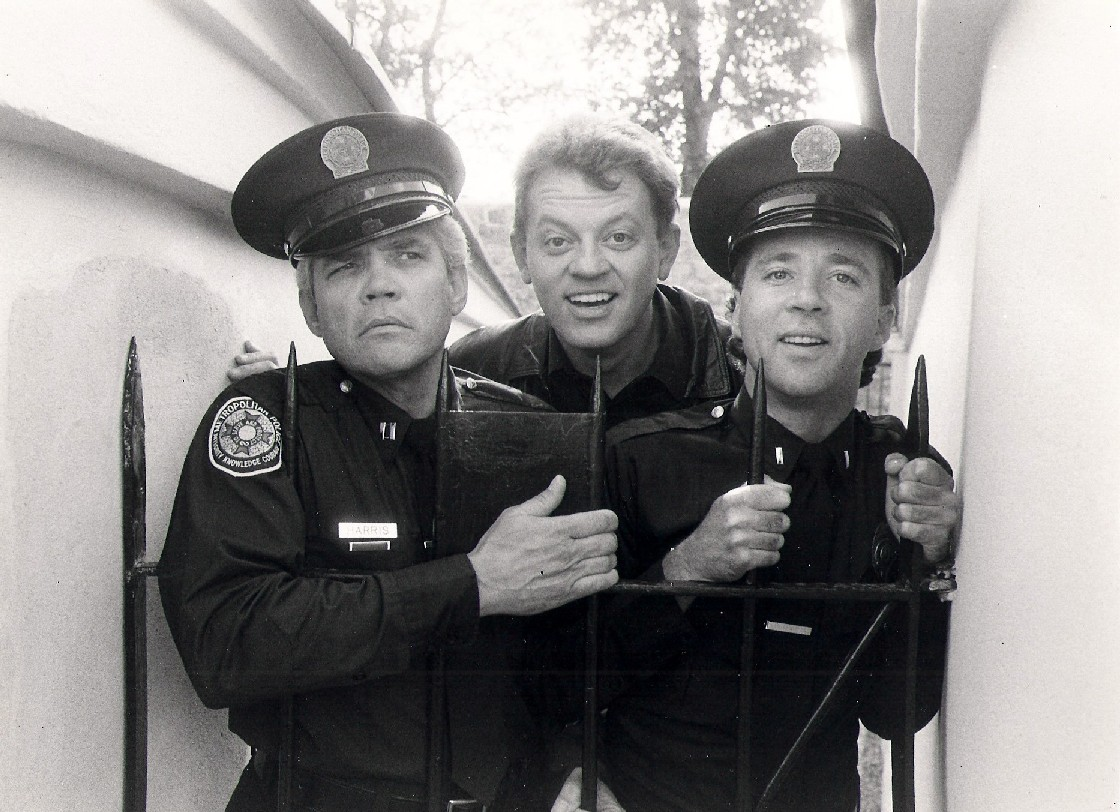
Darsteller in den meisten Police-Academy-Filmen: G. W. Bailey, David Graf und Lance Kinsey

Lance Kinsey (* 13. Juni 1954 in Calgary) ist ein kanadischer Schauspieler und Drehbuchautor. Bekannt wurde er ab Mitte der 1980er Jahre durch seine Darstellung des Proctor in den Police-Academy-Filmen.

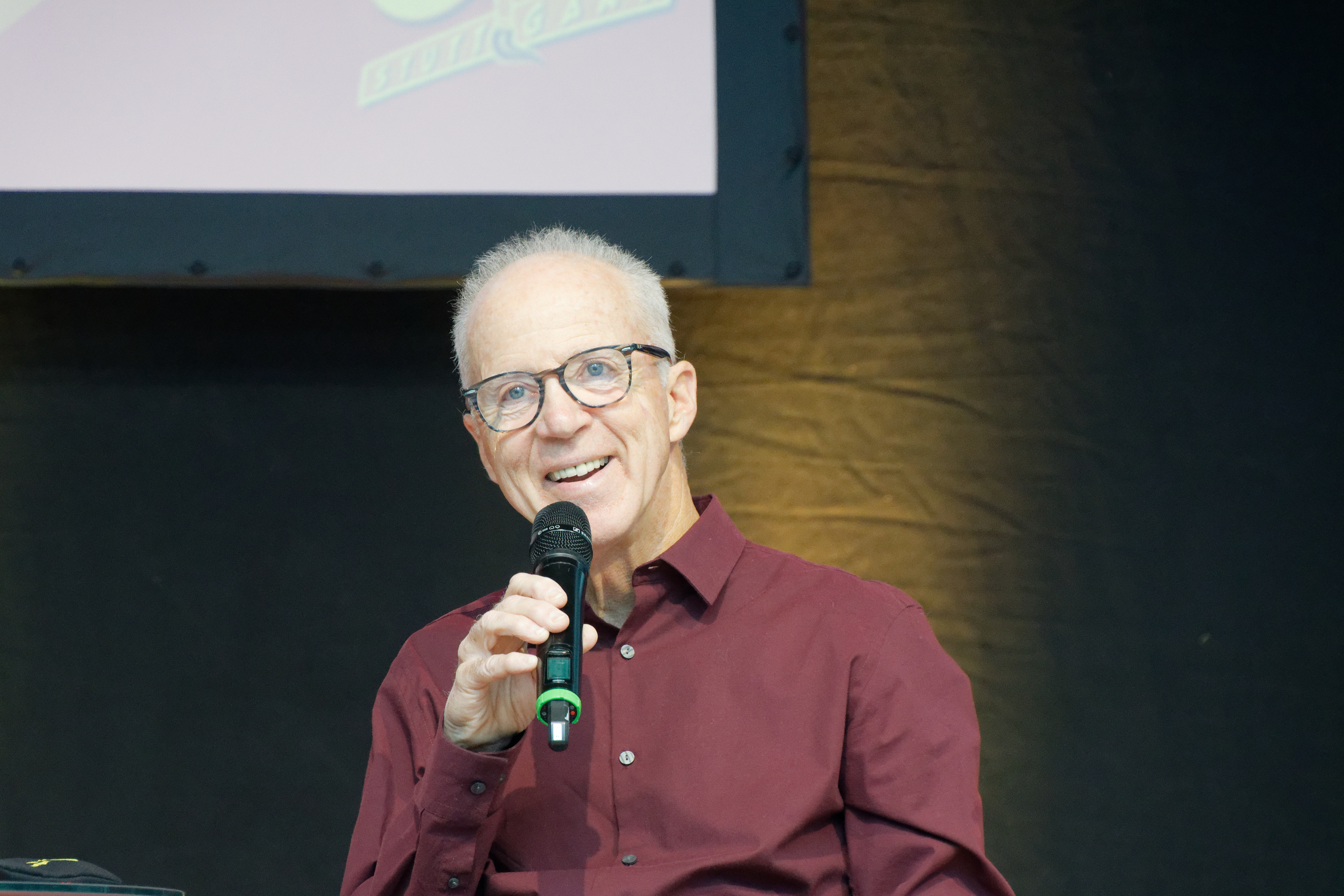
Lance Kinseyauf der ComicCon 2023 in Stuttgart

## Leben
Zu Kinseys Lebensdaten kursieren zahlreiche Angaben. Sein Geburtsjahr variiert je nach Quelle von 1953 über 1954 und 1959 bis 1960. Auch der Geburtsort wird verschiedentlich mit Arlington (Virginia), Revere (Massachusetts) oder Calgary im kanadischen Alberta angegeben.
Kinsey wuchs in Chagrin Falls, Ohio auf, wo er über seine Eltern das Theater entdeckte und mit 9 Jahren das erste Mal auf der Bühne stand. Er besuchte die private Hawken School und studierte dann an der Vanderbilt University in Nashville, Tennessee. Nach seinem Studium wirkte er kurz am Actors Theatre of Louisville, zog dann nach New York City und schloss sich dann in Chicago der Theatergruppe The Second City an.
Ab Anfang der 1980er Jahre war Kinsey für zahlreiche Film- und Fernsehproduktionen tätig. International bekannt wurde er durch die Rolle des Proctor in den Police-Academy-Filmen. Auch später trat er meist in Komödien auf. Mit seinen späteren Filmen konnte er nicht mehr an den Erfolg mit Police Academy anknüpfen.
Seit dem Jahr 2000 ist Kinsey auch als Drehbuchautor tätig. Beim Film All Stars übernahm er 2014 auch die Regie und Produktion.
Aus seiner 1983 geschlossenen Ehe mit der Fotografin Nancy J. Fink gingen zwei Kinder hervor.

## Filmografie (Auswahl)
Schauspieler
- 1981: Chicago Story (Fernsehfilm)
- 1982: Cheech & Chong im Dauerstress (Things Are Tough All Over)
- 1983: Dr. Detroit
- 1983: Class
- 1983: Remington Steele (Fernsehserie, 1 Episode)
- 1985: Police Academy 2 – Jetzt geht’s erst richtig los (Police Academy 2: Their First Assignment)
- 1986: Police Academy 3 – … und keiner kann sie bremsen (Police Academy 3: Back in Training)
- 1987: Police Academy 4 – Und jetzt geht’s rund (Police Academy 4: Citizens on Patrol)
- 1988: Police Academy 5 – Auftrag Miami Beach (Police Academy 5: Assignment: Miami Beach)
- 1988: Portrait of a White Marriage
- 1989: Police Academy 6 – Widerstand zwecklos (Police Academy 6: City Under Siege)
- 1989: Wedding Band
- 1989: Crazy Honeymoon – Ein verrückter Hochzeitstrip (Honeymoon Academy)
- 1990: Why me? – Warum gerade ich? (Why me?)
- 1990: Club Fed
- 1990: Ärger mit Eduard (Masters of Menace)
- 1992: Ein ganz normaler Held (Hero)
- 1993: Loaded Weapon 1 (National Lampoon’s Loaded Weapon 1)
- 1994: Das Schweigen der Hammel (Il silenzio dei prosciutti)
- 1998: Jagabongo – Eine schrecklich nette Urwaldfamilie (Krippendorf's Tribe)
- 1998: Django – Ein Dollar für den Tod (Dollar for the Dead, Fernsehfilm)
- 1999: Outlaw Justice (Fernsehfilm)
- 2002: Naked Movie
- 2003: Dreamcatcher
- 2003: Sue Thomas: F.B.I. (Sue Thomas: F.B.Eye, Fernsehserie, 1 Episode)
- 2004: Doc (Fernsehserie, 1 Episode)
- 2012: BuzzKill
- 2014: X-Men: Zukunft ist Vergangenheit (X-Men: Days of Future Past)
- 2014: All Stars
- 2015: Come Simi
- 2018: Spare Room
- 2019: Pay It Forward (Miniserie)

Drehbuchautor
- 2000: Disneys Wochenend-Kids (The Weekenders, Fernsehserie, 1 Episode)
- 2000: Zweimal im Leben (Twice in a Lifetime, Fernsehserie, 1 Episode)
- 2003–2004: Doc (Fernsehserie, 3 Episoden)
- 2004: Funky Monkey
- 2002–2005: Sue Thomas: F.B.I. (Sue Thomas: F.B.Eye, Fernsehserie, 5 Episoden)
- 2014: All Stars